# Vespola
Vespola is een geslacht van vlinders van de familie uilen (Noctuidae), uit de onderfamilie Agaristinae.

## Soorten
- V. caeruleifera Walker, 1868
- V. plumipes Schaus, 1912
- V. similissima Schaus, 1915